# Таскеги

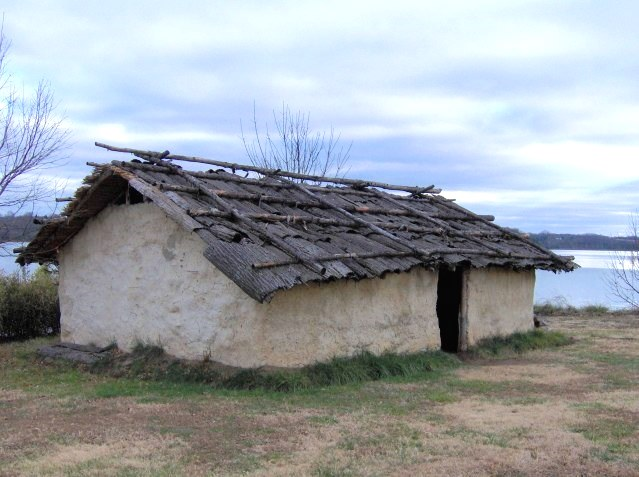
Реконструкция дома XIX века из Таскеги в Государственном парке Форт-Лондаун

Таскеги, Tuskegee — деревня племени чероки, расположенная на берегу реки Теннесси в устье реки Теллико. Была родной деревней Секвойи — создателя письменности чероки. В настоящее время деревня затоплена водохранилищем Теллико, возникшим в результате сооружения Дамбы Теллико.